# سفارة فرنسا في أوغندا
سفارة فرنسا في أوغندا هي أرفع تمثيل دبلوماسي لدولة فرنسا لدى أوغندا. تقع السفارة في كامبالا وهي تهدف لتعزيز المصالح الفرنسية في أوغندا.

## وصلات خارجية
- الموقع الرسمي
- قائمة سفارات فرنسا
- قائمة السفارات في أوغندا